# Рона
Рона (фр. Le Rhône, грч. Ῥοδανός, лат. Rhodanus) је западноевропска река дуга 812 km. Извире из Ронског глечера близу превоја Сент Готхард у швајцарским Алпима, а улива се у Медитеран делтом у области Камарг у јужној Француској. У свом току река увире и извире из Женевског језера. Река Рона је највећа европска притока Средоземног мора. Просечни проток реке је 2.300 m³/s. 
Велики градови на реци Рона су: Сион, Женева, Лион, Валанс, Авињон и Арл. Највећа притока реке Рона је река Саона, која се у њу улива у Лиону. 
Била је позната као саобраћајница још у време старих Феничана, Грка и Римљана. Пловидба реком Роном је кроз историју била опасна због јаких матица и брзака. Године 1933. почела је регулација реке и изградња хидроцентрала. Пројекат је настављен после рата 1948. Данас ове хидроцентрале производе око 7% електричне енергије у Француској. Ту је и 5 нуклеарних централа које се хладе водом из реке Рона. 